# メロピス

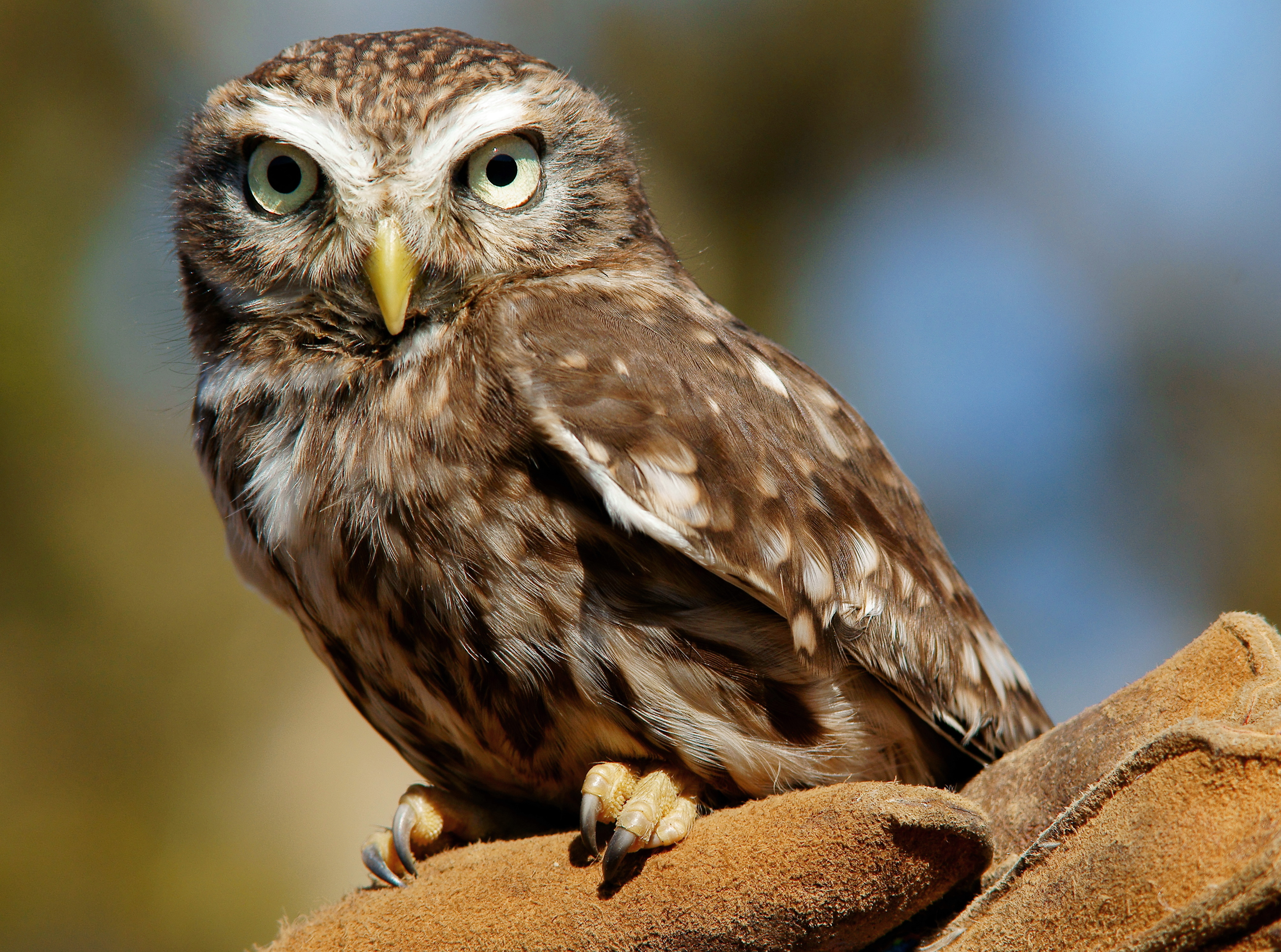
メロピスが変えられたコキンメフクロウ。

メロピス（古希: Μεροπίς, Meropis）は、ギリシア神話の女性である。メロプスの子エウメーロスの娘で、アグローン、ビュッサと兄弟。彼女とその家族は神々に対する不敬によって鳥に変えられた。

## 神話
ボイオスの『鳥類の系譜』に基づくアントーニーヌス・リーベラーリスによると、彼らは大地の女神だけを熱心に崇拝し、農耕に励んだため、豊かな農作物に恵まれていた。しかし彼らは他の人間と関わろうとせず、神々の祭りに参加することもなかった。そればかりか、しばしば神々を嘲笑することさえした。そこで彼らに腹を立てたヘルメース、アテーナー、アルテミスの3神は、館にやって来てそれぞれ羊飼いと少女に変装し、彼らの前に現れた。ヘルメースは父エウメーロスとアグロ―ンにヘルメースの供儀に参加するように説き、さらにビュッサとメロピスをアテーナーとアルテミスの神域の少女たちの集まりに参加させるよう説得した。すると、その言葉を聞いたメロピスはアテーナーを侮蔑する言葉を放ったため、アテーナーは彼女を小型のフクロウ（Glaux、コキンメフクロウ）に変え、ビュッサをレウコテアーの鳥ビュッサ（不明）に変えた。さらにヘルメースはアグローンをチドリ（Charadrion）に、エウメーロスを不吉を知らせるフクロウ（Nyktikorax、夜烏の意）に変えた。